# Fernando Rapallini
Fernando Andrés Rapallini (La Plata, Buenos Aires; 28 d'abril de 1978) és un àrbitre internacional de futbol argentí, que arbitra a la Primera Divisió d'Argentina. Per la seva condició d'àrbitre FIFA, dirigeix partits corresponents a Copa Libertadores d'Amèrica i Copa Sud-americana.

## Arbitratge
El seu debut en Primera va ser l'any 2011, dirigint el partit entre Godoy Cruz i All Boys, amb victòria pels de Mendoza per 1 a 0. Està adherit a l'AAA. Un dels seus partits més polèmics va ser quan li va tocar dirigir el Clàssic d'Avellaneda pel Campionat argentí de primera divisió 2014. En aquest partit va assenyalar un tir lliure per a Independiente per una infracció de Diego Milito que no va ser tal. L'acció va derivar en l'obertura del marcador per als locals. Tampoc va expulsar Cristian Tula després d'un cop de colze contra Ricardo Centurión, i no va sancionar un clar penal de Leandro Grimi a Sebastián Penco.
El 17 de juny de 2021 va ser l'àrbitre principal del partit Ucraïna - Macedònia corresponent a la fase de grups de l'Eurocopa 2021, convertint-se en el primer àrbitre no europeu de la història a dirigir en aquest certamen. Va completar una bona actuació sancionant dos penals correctament (un amb assistència del VAR) i va anul·lar de manera encertada un gol de Goran Pandev per posició avançada.